# Islote Alagon
Die Islote Alagon (in Chile Islote Cabañas) ist eine kleine Insel im Grandidier-Kanal vor der Graham-Küste des Grahamlands auf der Antarktischen Halbinsel. Sie liegt nordwestlich der Larrouy-Insel.
Argentinische Wissenschaftler benannten sie nach Manuel Alagon, der 1826 in der Seeschlacht um Quilmes im Argentinisch-Brasilianischen Krieg an Bord der Fregatte 25 de Mayo ums Leben gekommen war. Namensgeber der chilenischen Benennung ist Froilán Cabañas Rodríguez, Besatzungsmitglied der Yelcho bei der 1916 durchgeführten Rettung der auf Elephant Island gestrandeten Teilnehmer der Endurance-Expedition (1914–1917) des britischen Polarforschers Ernest Shackleton.